# Psychotria fusiformis
Psychotria fusiformis är en måreväxtart som beskrevs av Charlotte M. Taylor. Psychotria fusiformis ingår i släktet Psychotria och familjen måreväxter. Inga underarter finns listade i Catalogue of Life.